# Suboficial

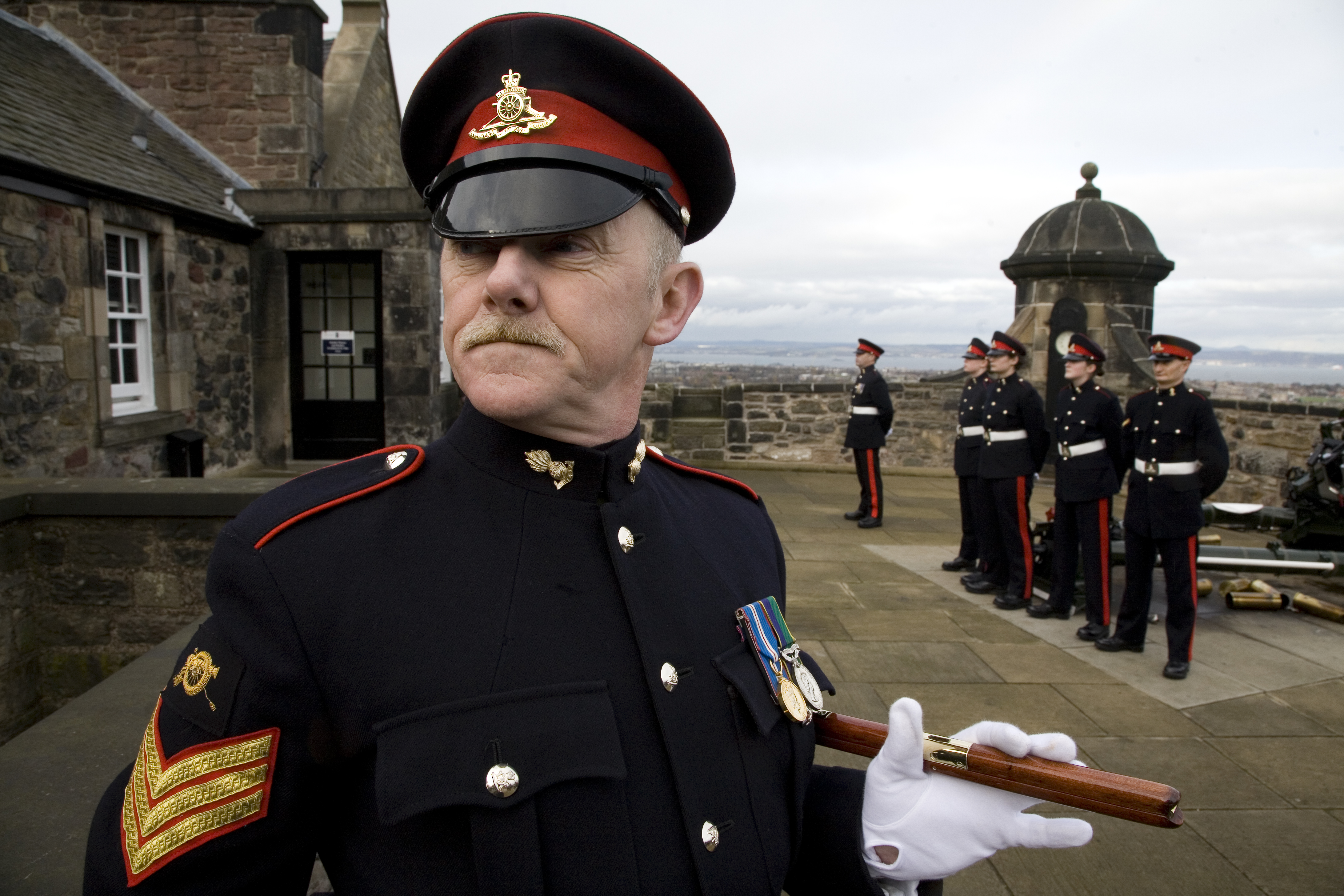
Suboficial británico.

Suboficial es el término usado originariamente en las fuerzas armadas para describir la categoría militar que ostentan los mandos intermedios entre los oficiales y la tropa.
Actualmente el suboficial es un término como su nombre indica, usado para aquellos pertenecientes a un escalafón jerárquico inferior al escalafón de oficiales. Son aquellos que optaron por una carrera en las armas orientada al mando intermedio o a la especialización, y entraron en una escuela o academia de suboficiales.
Algunos cuerpos y fuerzas de seguridad también han adoptado el término para sus cuadros de mando intermedios.
Los suboficiales acceden a las escalas de suboficiales al adquirir la categoría militar de sargento, palabra que algunos documentalistas atribuyen su procedencia al vocablo francés serregens (cierra gentes), al alemán schergen o a la romana serviens y serxents.
Desde la Edad Media ya aparecen en documentos las primeras referencias a los sargentos como categoría auxiliar de los oficiales, siendo su principal función la de sargento furriel, encargados de las raciones, sueldos y auxiliar del capitán cuando el alférez iba a reclutar.
En 1494, al crearse las Guardias Viejas de Castilla, es cuando aparece ya reflejada más fehacientemente la categoría de Sargento como precursora de la escala de Suboficiales al incluir uno en cada capitanía.
Los primeros suboficiales eran reconocidos como Sargentos con las siguientes categorías:
- Sargento general de batalla: oficial inmediato al maestre de campo general.
- Sargento mayor: oficial encargado del adiestramiento, instrucción y disciplina.
- Sargento mayor de brigada: era el más antiguo de los sargento mayores.
- Sargento de plaza: oficial o jefe encargado.

## Jerarquía
Cada país tiene un escalafón diferente; en el entorno OTAN se les ha incluido entre los llamados NCO (Non Commisioned Officers). Los suboficiales en España están vinculados con carácter permanente a la administración militar y su condición de suboficial viene dada en el Real Despacho del empleo de sargento (El primer empleo de la escala). Mientras que la tropa está vinculada en su mayoría, y de manera general, a contratos de distinta duración. 
Los suboficiales son el nexo entre los oficiales y la tropa. Desde antiguo las clases de tropa, reclutadas a la fuerza o voluntariamente, precisaban de unas estructuras intermedias que las controlasen y dirigiesen. Estas estructuras eran los suboficiales comandos intermedios; su función era importantísima, y permitía a los oficiales dedicarse a la estrategia de la batalla. De su trabajo dependía tanto que se siguiesen las directrices de los oficiales como de que la tropa cumpliese y mantuviese posiciones y objetivos.

## Fuerzas armadas
El rango jerárquico no solo existe en los ejércitos de tierra, sino también en las armadas, fuerzas aéreas y en muchos de los cuerpos de policía, organizaciones de protección civil y otros ámbitos con estructura militarizada o jerarquizada.
La profesión del suboficial tiene una trayectoria larga o corta, según el país del que se trate. Por lo general tienen acceso hasta determinados rangos de oficial, al igual que los oficiales, que no todos tienen acceso al generalato, y que varía según los países. En algunos países esta posibilidad se ve reducida, en otros no tienen límite.

### Variaciones por país

#### Argentina

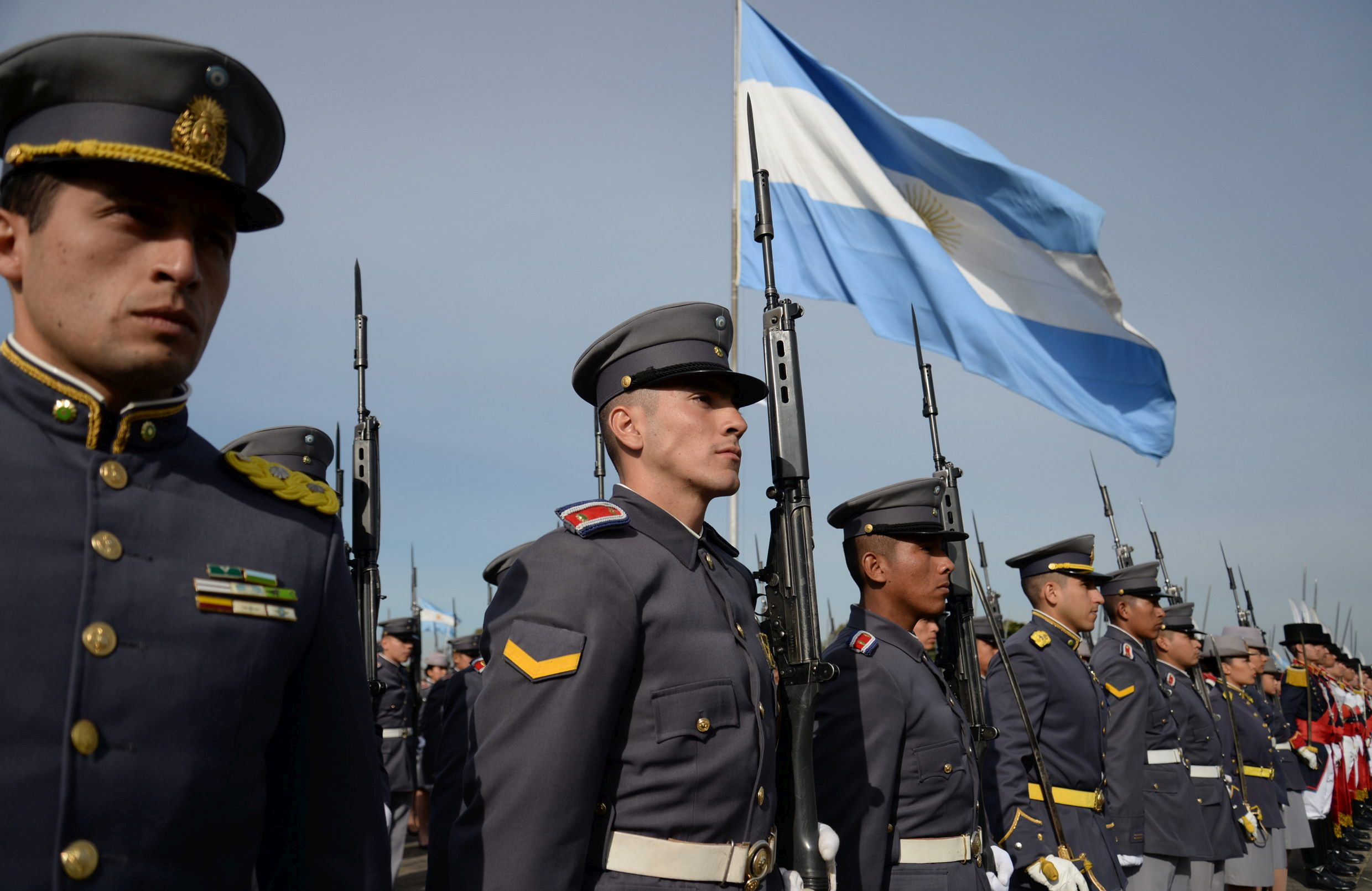
Aspirantes de la Escuela de Suboficiales del Ejército «Sargento Cabral».

La tabla que sigue expone los grados de las Fuerzas Armadas argentinas y sus equivalencias interfuerzas.
| Armada               | Ejército                    | Fuerza Aérea         |
| -------------------- | --------------------------- | -------------------- |
| Suboficial mayor     | Suboficial mayor            | Suboficial mayor     |
| Suboficial principal | Suboficial principal        | Suboficial principal |
| Suboficial primero   | Sargento ayudante           | Suboficial ayudante  |
| Suboficial segundo   | Sargento primero            | Suboficial auxiliar  |
| Cabo principal       | Sargento                    | Cabo principal       |
| Cabo primero         | Cabo primero                | Cabo primero         |
| Cabo segundo         | Cabo                        | Cabo                 |
| Marinero de primera  | Voluntario 1°               | Voluntario 1°        |
| Marinero de segunda  | Voluntario 2°               | Voluntario 2°        |
| n/a                  | Voluntario 2° "en comisión" | n/a                  |

Las escuelas de formación de suboficiales son: la Escuela de Suboficiales del Ejército «Sargento Cabral» (ESESC), la Escuela de Suboficiales de la Armada (ESSA) y la Escuela de Suboficiales de la Fuerza Aérea (ESFA).

#### Chile
En Chile la carrera de suboficial dura aproximadamente 30 años. En casi todas las escuelas matrices de suboficiales de las FFAA se deben cursar 2 años de estudios,  mas un año de formación en alguna escuela de especialidad.
Los grados jerárquicos ordenados por antigüedad y las escuelas matrices de suboficiales son las siguientes según las distintas instituciones.

##### Ejército
El Ejército de Chile entrena a sus suboficiales por dos años en la Escuela de Suboficiales del Ejército.
Sus grados en orden jerárquico son:
- Suboficial mayor
- Suboficial
- Sargento 1.º
- Sargento 2.º
- Cabo 1.º
- Cabo 2.º
- Cabo
- Cabo dragoneante (alumno de 2.º año)
- Soldado dragoneante (alumno de 1er año)

##### Carabineros
Para convertirse en carabinero se debe estudiar en algunas de las Escuelas de Formación de dos años en la:
- Escuela de Formación Policial Alguacil Mayor Juan Gómez de Almagro con sedes en: Arica, Antofagasta,  Ovalle, Viña del Mar, Los Andes, Concepción, Temuco, Valdivia, Puerto Montt, Ancud y Santiago.

Para egresar como suboficial graduado y poder aspirar al grado de suboficial mayor se deben cursar dos años en la Escuela de Suboficiales de Carabineros de Chile en los Grupos de Antofagasta, Macul (Región Metropolitana) y Concepción.
Los grados en orden jerárquico son:
- Suboficial mayor
- Suboficial
- Sargento 1.º
- Sargento 2.º
- Cabo 1.º
- Cabo 2.º
- Carabinero
- Carabinero alumno

##### Fuerza Aérea
Para convertirse en suboficial de la Fuerza Aérea de Chile se debe cursar un entrenamiento de dos años en la Escuela de Especialidades Sargento 1.º Adolfo Menadier Rojas.
Para aspirar a rango de suboficial se debe cursar la Escuela de Perfeccionamiento de Suboficiales.
Los grados en orden jerárquico son:
- Suboficial mayor
- Suboficial
- Sargento 1.º
- Sargento 2.º
- Cabo 1.º
- Cabo 2.º
- Cabo
- Aviador
- Alumno
- Soldado conscripto

##### Armada
En la Armada de Chile existen tres escuelas en las cuales se puede hacer el entrenamiento de suboficial y el servicio militar naval. Actualmente (2011), todos los aspirantes a al carrera Naval de Gente de Mar (nombre genérico de los Suboficiales en la Armada de Chile) deben empezar su carrera con un año de estudios en la «Escuela de Grumetes» ubicada en Talcahuano, luego de ello pasarán su segundo año de formación en la Academia Politécina Naval, en donde son asignados a alguna de las distintas escuelas para completar su formación, luego de lo cual egresan como Marineros o Soldados Infantes de Marina. Las escuelas que dependen de la Academia Politécnica Naval en donde pasan su segundo año de estudios son:
- Escuela de Grumetes Alejandro Navarrete Cisterna (entrenamiento de grumetes)
- Escuela de Infantería de Marina (FASAP) (entrenamiento de soldados)
- Escuela de Armamentos (FASAR) (entrenamiento de marineros)
- Escuela de Ingeniera y Apoyo Logístico (FASILOG) (entrenamiento de marineros)

Los grados en orden jerárquico son:
- Suboficial mayor
- Suboficial
- Sargento 1.º
- Sargento 2.º
- Cabo 1.º
- Cabo 2.º
- Marinero 1.º
- Marinero 2.º/soldado infante de marina
- Marinero
- Grumete naval o grumete infante de marina
- Grumete
- Marinero conscripto/Soldado conscripto (infante de marina)

##### Gendarmería
En la institución de Gendarmería de Chile para convertirse en GENDARME se debe aprobar el Curso de Formación Penitenciaria en la
- Escuela de Formación Penitenciaria Gendarme Alex Villagran Pañinao y se debe Jurar ante el sagrado Pabellón de la Patria en la ceremonia de Egreso de la ESFORPEN.-

Para aspirar al rango de suboficial se debe tener bastantes años de servicios en la institución Penitenciaria, aprobar los respectivos cursos de perfeccionamento y exámenes habilitantes en los grados que corresponda, estar calificado en lista N°1 o N°2 y debe existir una vacante.
Los grados en orden jerárquico son:
- Suboficial mayor - Grado máximo escalafón penitenciario planta suboficiales y gendarmes (ex Gendarme Mayor)
- Suboficial - 03 años tiempo mínimo ascenso por cupo (ex Vigilante Mayor)
- Sargento 1.º - 03 años tiempo mínimo ascenso por cupo (ex Gendarme 1°)
- Sargento 2.º - 04 años tiempo mínimo ascenso por cupo y curso de perfeccionamiento (ex Gendarme 2°)
- Cabo 1.º - 04 años tiempo mínimo ascenso por cupo (ex Vigilante 1°)
- Cabo 2.º - 04 años tiempo mínimo ascenso por cupo (ex Vigilante 2°)
- Cabo - 03 años tiempo mínimo ascenso por cupo (ex Gendarme)
- Gendarme Primero - 03 años tiempo mínimo ascenso por cupo
- Gendarme Segundo - 03 años tiempo máximo
- Gendarme - 03 años tiempo máximo (ex Vigilante Penitenciario )
- Gendarme alumno - Periodo de Formación ESFORPEN

##### Grados y Rango de Suboficiales
| Rango                                            | Ejército de Chile            | Armada de Chile                                             | Fuerza Aérea de Chile | Carabineros de Chile | Gendarmería de Chile |  |
| ------------------------------------------------ | ---------------------------- | ----------------------------------------------------------- | --------------------- | -------------------- | -------------------- |  |
| Suboficial Mayor                                 | Suboficial Mayor             | Suboficial Mayor o Condestable                              | Suboficial Mayor      | Suboficial Mayor     | Suboficial Mayor     |  |
| Suboficial                                       | Suboficial                   | Suboficial                                                  | Suboficial            | Suboficial           | Suboficial           |  |
|                                                  | Sargento 1°                  | Sargento 1°                                                 | Sargento 1°           | Sargento 1°          | Sargento 1°          |  |
| Clase                                            | Sargento 2°                  | Sargento 2°                                                 | Sargento 2°           | Sargento 2°          | Sargento 2°          |  |
|                                                  | Cabo 1°                      | Cabo 1°                                                     | Cabo 1°               | Cabo 1°              | Cabo 1°              |  |
|                                                  | Cabo 2°                      | Cabo 2°                                                     | Cabo 2°               | Cabo 2°              | Cabo 2°              |  |
|                                                  | Cabo                         |                                                             | Cabo                  | -                    | Cabo                 |  |
|                                                  | -                            | Marinero 1º-Soldado 1º                                      | -                     | -                    | Gendarme 1°          |  |
|                                                  |                              | Marinero 2°/                                                | -                     | -                    | Gendarme 2°          |  |
|                                                  | Soldado de Tropa Profesional | Marinero                                                    | Aviador               | Carabinero           | Gendarme             |  |
| Alumnos de las Escuelas Matrices de Suboficiales | Cabo Dragoneante             | Grumete Naval o Grumete IM (grumete infante de marina)      | -                     | -                    | -                    |  |
|                                                  | Soldado Dragoneante          | Grumete                                                     | Alumno                | Carabinero Alumno    | Gendarme Alumno      |  |
| Soldados Conscriptos                             | Soldado Conscripto           | Marinero Conscripto/ Soldado Conscripto (infante de marina) | Soldado Conscripto    | -                    | -                    |  |

#### Perú
| Ejército del Perú:       |
| Suboficial de 3ra        |
| Suboficial de 2da        |
| Suboficial de 1ra        |
| Técnico de 3ra           |
| Técnico de 2da           |
| Técnico de 1ra           |
| Técnico de Jefe          |
| Técnico de Jefe Superior |

| Marina de Guerra del Perú: |
| Oficial de Mar 3ro         |
| Oficial de Mar 2do         |
| Oficial de Mar 1ro         |
| Técnico 3ro                |
| Técnico 2do                |
| Técnico 1ro                |
| Técnico Supervisor 2do     |
| Técnico Supervisor 1ro     |

| Fuerza Aérea del Perú: |
| Suboficial de 3ra      |
| Suboficial de 2da      |
| Suboficial de 1ra      |
| Técnico de 3ra         |
| Técnico de 2da         |
| Técnico de 1ra         |
| Técnico Inspector      |
| Técnico Supervisor     |

| Policía Nacional del Perú: |
| Suboficial de 3ra          |
| Suboficial de 2da          |
| Suboficial de 1ra          |
| Suboficial Técnico de 3ra  |
| Suboficial Técnico de 2da  |
| Suboficial Técnico de 1ra  |
| Suboficial Brigadier       |
| Suboficial Superior        |

En el Ejército peruano y la Policía Peruana, corresponde a la Categoría del Personal de mando medio, superior al de tropa e inferior al de oficial. Los grados de los suboficiales son suboficial de 3°, suboficial de 2°, suboficial de 1º, suboficialtecnico de 3°, suboficialtecnico de 2°, suboficialtecnico de 1°, suboficial brigadier, suboficial superior.

#### España
En España el suboficial actualmente se define como aquel militar de carrera que pertenece a la escala militar (grupo de empleos militares) situada en el escalafón jerárquico entre la escala de tropa y la escala de oficiales.
En un principio fue un empleo específico, no una categoría, creado junto con el de brigada en 1912 y formando con el sargento una subdivisión dentro de la escala de tropa, la de segunda clase; la de primera la formaban los cabos y soldados de primera y segunda. El Cuerpo o Escala de Suboficiales se crea el 6 de diciembre de 1931 e incluía los empleos de subteniente, subayudante (solo dura 3 años), brigada y sargento primero; quedando el sargento excluido de la categoría y formando parte de la tropa hasta junio de 1934. En 1989 se crea el máximo empleo de la escala, el suboficial mayor.

#### Divisas usadas por el suboficial cuando era un empleo específico
|      |           |  |  |  |  |  |  |  |  |
| 1912 | 1912-1931 |  |  |  |  |  |  |  |  |
|      |           |  |  |  |  |  |  |  |  |

#### Divisas usadas entre 1931 y 1986
| España                 |                        |                                            |         |                                                 |                                                 |                        |  |  |  |
| Subayudante Hasta 1934 | Subayudante Hasta 1934 | Subteniente Desaparece 1935, recupera 1960 | Brigada | Sargento primero Desaparece 1934, recupera 1960 | Sargento primero Desaparece 1934, recupera 1960 | Sargento A partir 1934 |  |  |  |
|                        |                        |                                            |         |                                                 |                                                 |                        |  |  |  |

El suboficial en España ocupa una posición diferente al de otros países, pues empieza en el empleo de sargento, y deja los empleos de Cabo Mayor y Cabo Primero en la escala de tropa, siendo jefes de pelotón todos ellos y teniendo en la mayoría de los casos los Cabos Mayores una gran preparación por su dilatada experiencia. En maniobras y operaciones conjuntas con otros ejércitos de la OTAN, los Cabos Mayores (OR-5) disponen de la consideración equivalente a la de los sargentos de otros ejércitos.
También ha cambiado la especialización, en la década de los 80 eran necesarios un acceso de bachiller ( 2º de BUP) cumplimentado y 4 años de especialización para salir sargento especialista en el Ejército del Aire, o 3 años de especialización en el de Tierra, no siendo así con los aspirantes a ramas operativas que en muchos casos entraban sin apenas estudios. En esa época el suboficial tenía como horizonte final de su carrera el empleo de comandante, y no existía el empleo de suboficial mayor. Las continuas reformas acortaron su carrera que quedó descabezada y estancada, desacreditándolo y posteriormente reduciendo los requisitos de acceso y la duración de su formación.
A día de hoy se exige bachiller, al menos 1 año como tropa (si se opta por promoción interna) y luego un mínimo de 3 años de formación en academia militar.
Hoy en día bastantes suboficiales españoles poseen titulación universitaria, obtenida en las universidades civiles, por lo que van cubriendo posiciones en la vida civil, buscando la proyección de la que carecen dentro de los ejércitos, de manera muy similar a lo que ocurre en muchas fuerzas armadas latinoamericanas; como por ejemplo en la Argentina.

##### Suboficiales en lasFuerzas Armadas de España
| Suboficiales:    |
| Sargento         |
| Sargento Primero |
| Brigada          |
| Subteniente      |
| Suboficial Mayor |

##### Ejército de Tierra
| Código OTAN | OR-9                    | OR-9                    | OR-9                    | OR-9               | OR-9               | OR-9               | OR-8           | OR-8           | OR-7                    | OR-7                    | OR-7            | OR-7            | OR-6            | OR-6            | OR-6            | OR-6            |
| ----------- | ----------------------- | ----------------------- | ----------------------- | ------------------ | ------------------ | ------------------ | -------------- | -------------- | ----------------------- | ----------------------- | --------------- | --------------- | --------------- | --------------- | --------------- | --------------- |
| España      | Divisa suboficial mayor | Divisa suboficial mayor | Divisa suboficial mayor | Divisa subteniente | Divisa subteniente | Divisa subteniente | Divisa brigada | Divisa brigada | Divisa sargento primero | Divisa sargento primero | Divisa sargento | Divisa sargento | Divisa sargento | Divisa sargento | Divisa sargento | Divisa sargento |
| España      | Suboficial Mayor        | Suboficial Mayor        | Suboficial Mayor        | Subteniente        | Subteniente        | Subteniente        | Brigada        | Brigada        | Sargento Primero        | Sargento Primero        | Sargento        | Sargento        | Sargento        | Sargento        | Sargento        | Sargento        |

##### Armada
| España | Divisa suboficial mayor | Divisa subteniente | Divisa brigada | Divisa sargento primero | Divisa sargento |  |  |  |  |
| España | Suboficial mayor        | Subteniente        | Brigada        | Sargento primero        | Sargento        |  |  |  |  |
|        |                         |                    |                |                         |                 |  |  |  |  |

##### Infantería de Marina
| España | Divisa suboficial mayor | Divisa subteniente | Divisa brigada | Divisa sargento primero | Divisa sargento |  |  |  |  |
| España | Suboficial Mayor        | Subteniente        | Brigada        | Sargento Primero        | Sargento        |  |  |  |  |
|        |                         |                    |                |                         |                 |  |  |  |  |

##### Ejército del Aire
| Código OTAN | OR-9                    | OR-9                    | OR-9                    | OR-9               | OR-9               | OR-9               | OR-8           | OR-8           | OR-7                    | OR-7                    | OR-6            | OR-6            | OR-6            | OR-6            | OR-6            | OR-6            |
| ----------- | ----------------------- | ----------------------- | ----------------------- | ------------------ | ------------------ | ------------------ | -------------- | -------------- | ----------------------- | ----------------------- | --------------- | --------------- | --------------- | --------------- | --------------- | --------------- |
| España      | Divisa suboficial mayor | Divisa suboficial mayor | Divisa suboficial mayor | Divisa subteniente | Divisa subteniente | Divisa subteniente | Divisa brigada | Divisa brigada | Divisa sargento primero | Divisa sargento primero | Divisa sargento | Divisa sargento | Divisa sargento | Divisa sargento | Divisa sargento | Divisa sargento |
| España      | Suboficial mayor        | Suboficial mayor        | Suboficial mayor        | Subteniente        | Subteniente        | Subteniente        | Brigada        | Brigada        | Sargento Primero        | Sargento Primero        | Sargento        | Sargento        | Sargento        | Sargento        | Sargento        | Sargento        |

##### Guardia Civil
| Código OTAN | OR-9                    | OR-9                    | OR-9                    | OR-9               | OR-9               | OR-9               | OR-8           | OR-8           | OR-7                    | OR-7                    | OR-6            | OR-6            | OR-6            | OR-6            | OR-6            | OR-6            |
| ----------- | ----------------------- | ----------------------- | ----------------------- | ------------------ | ------------------ | ------------------ | -------------- | -------------- | ----------------------- | ----------------------- | --------------- | --------------- | --------------- | --------------- | --------------- | --------------- |
| España      | Divisa suboficial mayor | Divisa suboficial mayor | Divisa suboficial mayor | Divisa subteniente | Divisa subteniente | Divisa subteniente | Divisa brigada | Divisa brigada | Divisa sargento primero | Divisa sargento primero | Divisa sargento | Divisa sargento | Divisa sargento | Divisa sargento | Divisa sargento | Divisa sargento |
| España      | Suboficial Mayor        | Suboficial Mayor        | Suboficial Mayor        | Subteniente        | Subteniente        | Subteniente        | Brigada        | Brigada        | Sargento Primero        | Sargento Primero        | Sargento        | Sargento        | Sargento        | Sargento        | Sargento        | Sargento        |

#### Colombia
En Colombia se encuentran los siguientes grados para los Suboficiales en las Fuerzas Militares y en la Policía Nacional; en la Policía Colombiana se encuentran los mismos grados, además de una nueva carrera llamada Nivel Ejecutivo, que está reemplazando paulatinamente a los Suboficiales y equivale a la nueva suboficialidad, así:
Homologación o equivalencia entre los grados de los Suboficiales de la Fuerza Pública de Colombia
EJERCITO
ARMADA
FUERZA AÉREA
POLICÍA
Infantería de Marina
Suboficiales
Nivel Ejecutivo
Sargento Mayor de Comando Conjunto
Suboficial Jefe Técnico de Comando Conjunto
Sargento Mayor de Comando Conjunto
Técnico Jefe de Comando Conjunto
Sin equivalencia
Sin equivalencia
Sargento Mayor de Comando
Suboficial Jefe Técnico de Comando
Sargento Mayor de Comando
Técnico Jefe de Comando
Sin equivalencia
Sin equivalencia
Sargento Mayor
Suboficial Jefe Técnico
Sargento Mayor
Técnico Jefe
Sargento Mayor
Comisario
Sargento Primero
Suboficial Jefe
Sargento Primero
Técnico Subjefe
Sargento Primero
Subcomisario
Sargento Viceprimero
Suboficial Primero
Sargento Viceprimero
Técnico Primero
Sargento Viceprimero
Intendente Jefe
Sargento Segundo
Suboficial Segundo
Sargento Segundo
Técnico Segundo
Sargento Segundo
Intendente
Cabo Primero
Suboficial Tercero
Cabo Primero
Técnico Tercero
Cabo Primero
Subintendente
Cabo Segundo
Marinero Primero
Cabo Segundo
Técnico Cuarto
Cabo Segundo
Cabo Tercero
Marinero Segundo
Cabo Tercero
Aerotécnico
Sin equivalencia
Sin equivalencia